# ジョセフィーヌ・スクリバー
ジョセフィン・スクライバー・カールセン（Josephine Skriver Karlsen、1993年4月14日 - ）は、デンマークの女性ファッションモデル。
ヴィクトリア・シークレット・エンジェルの1人として知られる彼女は、2011年にモデル活動を開始し、300以上のファッションショーに出演。また、世界的ファッションブランドの広告に多数起用されている他、『ヴァニティ・フェア』『ELLE』『ヴォーグ』『ハーパーズ バザー』『Marie claire』など多くのファッション雑誌で特集を組まれている。

## 生い立ち
スクリバーはコペンハーゲンで生まれ育った。母親はITアナリスト、父親は海洋生物学者である。彼女の両親は同性愛者であり、彼女と彼女の弟オリバーは体外受精で生まれた。
15歳の時に、学校の修学旅行で訪れたニューヨークでスカウトされる。その後まもなくコペンハーゲンに拠点を置くモデル事務所ユニーク・モデルと契約を結んだ。デンマーク国内外のモデル事務所にも声をかけられたが、学業の為に国内に留まった。学校卒業後、2011年にモデル活動を開始した。

## 経歴
彼女のデビューシーズンは2011年秋/冬だった。アルベルタ・フェレッティのショーでデビューし、カルバン・クライン、ラグ・アンド・ボーン、グッチ、ドルチェ&ガッバーナ、ジバンシー、イヴ・サンローラン、バレンチノ、アレキサンダー・マックイーン、バレンシアガ、DKNY、クリスチャン・ディオールに出演し、プラダのショーでシーズンを終えた。
彼女はこれまでシャネル、オスカー・デ・ラ・レンタ、D&G、ダナ・キャラン、ジョルジョ・アルマーニ、マーク・ジェイコブスを含む300以上のショーに出演している。また、H&M、ディオール、グッチ、ブルガリ、DKNY、マイケル・コース、バルメーン、MACを含む多数の広告にも出演。加えて、『ナンバー』『マリー・クレア』『ヴァニティ・フェア』『V』『インタビュー』『Lオフィシャル』といった複数のファッション雑誌の表紙やエディトリアルに登場。
2013年からヴィクトリア・シークレットのショーに出演。2016年2月、エンジェルになったことが公式に発表された。

## 私生活
2013年からザ・キャブのアレクサンダー・デリオンと交際。2014年7月号のイタリア版『ELLE』の為に、2人でポーズをとった。